# IBM Roadrunner
Roadrunner (en inglés «correcaminos», en recuerdo del ave oficial del estado de Nuevo México) es una supercomputadora del Laboratorio Nacional Los Álamos en Nuevo México, la vigésimo segunda más rápida en noviembre de 2012. Ha sido diseñada conjuntamente por IBM y el personal del laboratorio para alcanzar picos de 1,7 petaFLOPS, alcanzando 1,026 petaFLOPS el 25 de mayo de 2008. Es el primer sistema Linpack TOP500 en alcanzar un rendimiento sostenido de un 1 petaFLOPS.
Está equipado con más 12 000 procesadores tipo PowerXCell 8i mejorados, diseñados originalmente para la videoconsola Sony PlayStation 3, colocados en paralelo y 6912 procesadores Opteron de AMD, unidos mediante 92 km de fibra óptica en un sistema triblade con InfiniBand. En total ocupa aproximadamente 1100 m². Ocupó el primer puesto en esa lista desde junio de 2008 a noviembre de 2009, cuando fue superada por la Cray Jaguar.
El Roadrunner funciona bajo el sistema operativo Red Hat Enterprise Linux y el software de computación distribuida xCAT.
Con un consumo estimado de tres megavatios, su coste fue de 133 millones de dólares. Fue instalado en un principio en el centro de IBM en Poughkeepsie (Nueva York), para después ser trasladado al Laboratorio Nacional Los Álamos en Nuevo México, donde se dedicará a actuar como patrón de seguridad del arsenal de armas nucleares de Estados Unidos, y al estudio de problemas relacionados con el clima, la astronomía o la genómica.